# Stowarzyszenie Ofiar Prześladowanych przez Reżim Nazistowski – Stowarzyszenie Antyfaszystów
Stowarzyszenie Ofiar Prześladowanych przez Reżim Nazistowski – Stowarzyszenie Antyfaszystów (niem. Vereinigung der Verfolgten des Naziregimes – Bund der Antifaschistinnen und Antifaschisten, VVN-BdA) – niemieckie stowarzyszenie z siedzibą w Berlinie. Powstało w 1947 jako Stowarzyszenie Osób Prześladowanych przez Reżim Nazistowski (VVN). 
Organizacja zawiązana została na bazie grup powstałych po zakończeniu II wojny światowej na terenie Niemiec, w skład których wchodziły osoby prześladowane przez władze III Rzeszy, jak i działające w ruchu oporu.

## Charakterystyka
Po wyzwoleniu z obozów koncentracyjnych w wielu miastach i regionach Niemiec powstały zorganizowane grupy ocalałych. Stowarzyszenie postrzegało siebie zarówno jako bezpartyjną, zbiorową organizację zrzeszającą ocalałe ofiary prześladowań i przeciwników reżimu nazistowskiego, jak i tych urodzonych później, którzy zaangażowali się w działania antyfaszystowskie.
Od swoich początków VVN-BdA nie tylko zajmowała się tematem prześladowań ze strony narodowego socjalizmu i oporem przeciwko niemu, ale także kwestionowała, krytykowała i walczyła z powojennymi zjawiskami politycznymi, które były postrzegane jako niedemokratyczne i antypokojowe, jak np. obecność byłych nazistów we władzach wykonawczych, ustawodawczych i sądownictwie. Krytyce poddawała też różnego rodzaju działania, jak np. remilitaryzacja w latach pięćdziesiątych i stan wyjątkowy pod koniec lat sześćdziesiątych. Praca stowarzyszenia skupia się również na badaniu struktur organizacyjnych i działań neonazistów czy nowej prawicy, a także mobilizacji przeciwko działaniom osób z tych środowisk.

## Idea
VVN-BdA określa się jako „bezpartyjne stowarzyszenie” kobiet i mężczyzn ruchu oporu przeciwko narodowemu socjalizmowi, ocalałych ofiar nazistowskich prześladowań, ale także członków kolejnych pokoleń, których łączą następujące cele:
- uczyć się z przeszłości
- stanąć w obronie „wizji antyfaszystowskiej przyszłości”,
- „pracować na rzecz świata bez rasizmu, antysemityzmu, nazizmu i militaryzmu, wykluczeń, faszyzmu i wojny”[5].

W swych ideach odwołuje się do przysięgi z Buchenwaldu jako do historycznego punktu wyjścia. Poza aktywnym działaniem przeciwko przejawom skrajnego nacjonalizmu, organizacja zajmuje się również pielęgnowaniem pamięci o niemieckim ruchu oporu i prześladowaniach, a także współpracuje ze szkołami i uczelniami w zakresie badań historycznych.
Od 1990 wydaje dwumiesięcznik „antifa”.
Honorowymi prezesami stowarzyszenia byli Joseph Rossaint (współzałożyciel), Alfred Hausser, Kurt Goldstein, Heinrich Fink, Hans Lauter i Esther Bejarano.
VVN-BdA jest członkiem Międzynarodowej Federacji Bojowników Ruchu Oporu (fr. Fédération Internationale des Résistants, FIR), Współpracy na Rzecz Pokoju (niem. Kooperation für den Frieden) i międzynarodowej antyrasistowskiej sieci UNITED.